# Stevan Jovetić
Stevan Jovetić (* 2. November 1989 in Titograd) ist ein montenegrinischer Fußballspieler, der bei Omonia Nikosia unter Vertrag steht.

## Karriere

### Verein
In seiner Jugend spielte Jovetić im Nachwuchs von FK Mladost Podgorica, ehe ihn der FK Partizan aus Belgrad 2003 abwarb. Dort debütierte er nach drei Jahren am 8. April 2006 unter Trainer Jürgen Röber in der ersten Mannschaft im Alter von 16 Jahren. Bereits mit 17 Jahren schoss er seinen ersten Hattrick auf Profiebene. Im UEFA-Pokal-Qualifikationsspiel gegen HŠK Zrinjski Mostar erzielte er drei Tore beim 5:0-Erfolg. Im Alter von 18 Jahren wurde er im Januar 2008, nachdem der bisherige Kapitän Antonio Rukavina zu Borussia Dortmund wechselte, Spielführer seiner Mannschaft und ist damit jüngster Partizan-Kapitän der Geschichte. Unter seiner Führung gewann die Mannschaft sowohl den Serbischen Meistertitel als auch den Serbischen Pokal.
Zur Saison 2008/09 wechselte er zur AC Florenz, wo er einen Fünfjahresvertrag unterschrieb. Gleich im ersten Jahr in der Serie A kam Jovetić auf 29 Einsätze. Sein erstes Ligator erzielte er am 5. April 2009.
Im August 2010 zog sich Jovetić einen Kreuzbandriss zu und verpasste die ganze Saison 2010/11.
Am 19. Juli 2013 wechselte Jovetić für 26 Millionen Euro zu Manchester City in die Premier League. Dort konnte er sich in zwei Spielzeiten allerdings nicht durchsetzen. Mit Manchester City wurde Jovetić in seiner ersten Saison englischer Meister und Ligapokalsieger.
Zur Saison 2015/16 wechselte Jovetić zu Inter Mailand und erhielt einen Vertrag bis zum 30. Juni 2019.
Am 10. Januar 2017 wechselte Jovetić bis zum Ende der Saison 2016/17 in die spanische Primera División zum FC Sevilla.
Im Sommer kehrte Jovetić zunächst zu Inter Mailand zurück, wurde aber an den ersten beiden Spieltagen jeweils nicht eingewechselt. Am 29. August 2017 wechselte er in die französische Ligue 1 zur AS Monaco, bei der er einen Vertrag bis zum 30. Juni 2021 erhielt.
Nach seinem Vertragsende in Monaco wechselte Jovetić zur Saison 2021/22 ablösefrei nach Deutschland zum Bundesligisten Hertha BSC. Er unterschrieb einen Vertrag bis zum 30. Juni 2023 mit der Option auf ein weiteres Jahr.
Im September 2023 schloss er sich Olympiakos Piräus an. Ein Jahr später wechselte er nach Zypern zu Omonia Nikosia.

### Nationalmannschaft
Jovetić gehörte zum Kader beim ersten offiziellen Länderspiel der Nationalelf Montenegros und debütierte für selbige am 24. März 2007 in der Partie gegen Ungarn (2:1). Seitdem wurde er regelmäßig für die A-Elf seines Heimatlandes nominiert. Er gehörte auch dem Kader der U21-Auswahl Montenegros an.

## Titel und Erfolge

### Vereinstitel
- Serbischer Meister: 2007/08
- Serbischer Pokalsieger: 2007/08
- Englischer Meister: 2014
- Englischer Ligapokalsieger: 2014
- UEFA Europa Conference League: 2023/24

### Persönliche Auszeichnungen
- Montenegrinischer Fußballer des Jahres: 2009[12]

## Trivia
Jovetic ist neben Florin Răducioiu, Christian Poulsen und Justin Kluivert einer von vier Spielern, die in jeder der fünf stärksten europäischen Ligen gespielt haben, der Premier League, der Primera División, der Serie A, der Ligue 1 und der Fußball-Bundesliga.